# Leunclavius
Johannes Leunclavius, en allemand Johannes Löwenklau (on rencontre aussi Leunclavvius, Leunclaw et Leunklaw), né en 1541 à Coesfeld (principauté épiscopale de Münster) et mort en juin 1594 à Vienne, est un historien, traducteur et jurisconsulte allemand de langue latine.

## Biographie
Étant enfant, il séjourna en Livonie avec son oncle, dignitaire ecclésiastique du diocèse de Münster. Il étudia ensuite successivement dans les universités de Wittemberg (1555), Heidelberg (1562) et Bâle (1566), et fut notamment le disciple de Guillaume Xylander, auquel il ne put pas succéder à Heidelberg en 1576 à cause de son calvinisme. N'ayant pas de fortune, il dut se mettre au service de plusieurs riches personnages. Il accomplit de nombreux voyages en Allemagne, en Hongrie, en Italie (à Turin et à Ferrare), et finalement à Constantinople (1584/85). Il mourut d'une maladie contractée en accompagnant son dernier employeur le comte Zierotin dans un camp turc.
Il a donné beaucoup de traductions latines d'auteurs grecs : Grégoire de Nysse (1567), Xénophon (1569, 1594), les Chroniques de Michel Glycas (1572) et de Constantin Manassès (1573), un abrégé des Basiliques (1575), l’Histoire de Zosime (1576, 1593), l’Oneirocriticon d'Achmet (1577), Grégoire de Nazianze (1591), Dion Cassius (1593). Il a d'autre part écrit des ouvrages historiques en latin, l'un sur les relations entre la Livonie et la Moscovie (1581), et deux sur l'histoire des sultans ottomans (une continuation des Annales de Hieronymus Beck von Leopoldsdorf (de) et de Hans Caudir (de) en 1588, réédition en 1596, et des Pandectes en 1590.